# Pancorius darjeelingianus
Pancorius darjeelingianus är en spindelart som beskrevs av Prószynski 1992. Pancorius darjeelingianus ingår i släktet Pancorius och familjen hoppspindlar. Inga underarter finns listade i Catalogue of Life.